# 오스트레일리아의 여성주의
오스트레일리아는 여성의 권리를 보호하고 창조하기 위해 오랫동안 노력해 왔다. 오스트레일리아는 1893년에 뉴질랜드 다음으로 전세계에서 두 번째로 여성에게 투표권을 부여했고, 여성이 처음으로 의회에서 선출될 수 있는 권리를 갖게 되었다. 사우스오스트레일리아주는 영국의 식민지였을 때 전세계 최초로 여성에게 모든 참정권을 보장한 첫번째 의회였다. 이때부터 오스트레일리아에서는 정치 부문 뿐만 아니라 다른 여러 분야에서도 주목할 만한 많은 여성들이 활동해 왔다. 오스트레일리아 원주민 여성을 제외한 오스트레일리아의 여성들은 1902년 연방 선거에서 투표하고 선출될 수 있는 자격이 주어졌다. 
오스트레일리아는 저명한 여성주의 운동가와 작가들의 고향이다. 《여성, 거세당하다》의 작가 저메인 그리어와 전직 총리인 줄리아 길러드, 참정권 옹호자인 비다 골드스타인 그리고 처음으로 오스트레일리아 의회에 선출된 에디스 코원이 그들이다. 고용부문에서 동등한 기회를 찾던 여성주의자의 활동이 부분적으로 남아 사법부에 있어 성공적이었다. 성차별에 반대하는 법과 여성이 일할 수 있는  정부 부처가 생겨났다. 오스트레일리아의 여성 인권 옹호자들은 연방 정부가 후원하는 육아지원과 여성 쉼터의 혜택을 얻기 위해 투쟁하여 권리를 획득했다. 오스트레일리아 정계에 진출하여 국가 정책을 바꾼 여성주의자들이 쟁취한 성공으로  여성의 권리를 옹호하는 정치인이라는 뜻의 페모그랏츠라는 명칭까지 나오게 되었다.  

## 문화적 이론
1970년에 작가 저메인 그리어가 쓴 《여성, 거세당하다》는 전세계적으로  베스트 셀러가 되었고 여성주의자 운동에 큰 영향을 주었다. 그리어는 이 책에서 오스트레일리아의 여성들이 가정주부 로서의 역할을 다하기 위해  억압당해야 했다고 말하고 있다. 오스트레일리아에서 일어나는 여성주의자 운동 이론의 핵심은 경제계,정치계,사법계 그리고 언론계에서의 남성 독점이 성 불평등으로 이어진다는 데 있다. 이러한 페니미즘 연구는 오스트레일리아의 정치과학의 범위를 넓혀 여성성, 모성애 그리고 여성에 가해지는 폭력과 같은 문제를 포함하게 되었다.
멜버른에 위치한 신문사 칼럼니스트 조에나 머레이 스미스는  2004년 칼럼에서 여성주의은 우리를 실패하게 했다고 주장했다. 버지니아 하우세거도 모든 여성은 다 가질 수 있다고 약속하는 여성주의를 비판했다. 미란다 디바인과 케시 셰리는 여성주의은  잘못되었고 여성을 자유롭게 해방시키지 못했다고 지속적으로 논평해왔다. 2016년, 대화라는 프로그램에 기고하고 있는 여성주의자이자 사회운동가인 에바 콕스는  여성주의이 실패했으며, 혁신적으로 재고하여 지속 가능하고 사회적으로 회복력이 강한  사회적 목표를 세울 수 있는 여성주의자의 관점이 필요하다고 했다.

## 주목할 만한 오스트레일리아의 여성주의자
오스트레일리아에서는 훌륭한  여성주의자 저자나 학계와 사회 운동가들의  업적이 세계적으로 주목을 받아왔다. 아마도 작가 제메인 그리어가 쓴 《여성, 거세당하다》가 출판됐을 때 가장 많이 전세계적인 찬사를 받았을 것이다. 1970년, 이 책이 출판되었을 때는 책의 내용이 너무 과격하다는 평가를 받았다. 내용 중에는 그리어가 여성의 생리혈을 맛보야 한다는 내용도 들어 있다. 